# 克里斯蒂安斯塔德足球會
克里斯蒂安斯塔德足球會（瑞典語：Kristianstad FC），是一支位於瑞典克里斯蒂安斯塔德的職業足球會，目前於瑞典乙組足球聯賽南約塔蘭角逐。

## 外部連結
- 官方网站 （瑞典文）